# هجوم تورنتو 2018
في 23 أبريل عام 2018، قامت سيارةشيفروليه إكسبرس مؤجرة بالاصطدام مع المشاة في يونغ ستريت  في مدينة نورث يورك في عاصمة الأعمال في تورنتو، مما أدى إلى مقتل 10 وجرح 15 آخرين. المشتبه به، هو شاب يبلغ من العمر 25 عاماً يُعرف باسم أليك ميناسيان، تم اعتقاله بعد 26 دقيقة من الحادث. هذا هو الهجوم الأكثر دموية للسيارات في التاريخ الكندي.
بدأ الحادث حوالي الساعة 1:30 بعد الظهر بتوقيت شرق الولايات المتحدة. كانت الشاحنة المستأجرة من رايدر، تسير نحو التدفق المروري جنوبًا على شارع يونغ من شارع فينش نحو شارع شيبارد ، كاسرة الضوء الأحمر لإشارة المرور والصعود أعلى الرصيف، وصدمها للعديد من المشاة تاركة مسرح الجريمة ممتدًا إلى عشرات من مربعات المدينة السكنية.

## الحادث
وقام شرطي بمواجهة السائق المشتبه به واعتراضه في السيارة التي أُصيبت، والتي توقفت على بعد حوالي 2.3 كيلومتر (1.4 ميل) جنوب المكان الذي بدأ فيه الهجوم، على الرصيف الشمالي في جادة بوينتز، إلى الغرب مباشرة من شارع يونغ وعلى بعد شارعين جنوبًا من شارع شيبارد، بينما ما زال السائق المشتبه به جالسًا بالقرب من أحد أبواب السيارة المفتوحة خلال المواجهة، تم إلقاء القبض على المشتبه به في الساعة 1:52 ظهراً، بعد أن قام بتوجيه يده مراراً وتكراراً من جيبه الخلفي نحو ضابط الشرطة وأشار إلى هاتف خلوي كما لو كان مسدساً. كما لو يبدو أن الرجل حاول باختصار إثارة الضابط لقتله، قائلا «في الرأس!» عندما حذره الضابط من أنه قد يتم إطلاق النار عليه.
وقد تم إرسال المسعفين على الفور إلى الموقع وتم إعلام مركز سليبروك للعلوم الصحية ليكونا مركز للطوارئ. وتأكد مقتل تسعة أشخاص في موقع الحادث وإصابة 16 آخرين. في 8:15 مساء أعلنت شرطة تورنتو أن شخصًا عاشرًا قد مات. وقد تم علاج عشرة أشخاص في مركز صنيبروك للطوارئ. وأفاد المستشفى أن شخصين وصلا دون إشارات حيوية وأعلن عن وفاتهما لدى وصولهما، وخمسة منهم في حالة حرجة، اثنان منهم في حالة خطيرة وواحدة في حالة جيدة.

## منفذ الحادث
حددت الشرطة أن الجاني هو أليك ميناسيان، البالغ من العمر 25 عاماً، والذي تفيد التقارير بأن المتهم ليس لديه تاريخ جنائي مسبق. ووفقًا لملفه الشخصي في موقع لينكد إن، فكان طالبًا في كلية سينيكا منذ عام 2011 ويعيش ريتشموند هيل (أونتاريو)، إحدى ضواحي شمال تورنتو. كان مطورًا لبرامج وتطبيقات الهاتف المحمول. ووصفه زملاء ميناسيان في مدرسة ثورنليا الثانوية بأنه "ليس اجتماعياً بشكل مفرط. شوهدت مركبات الشرطة في منزل المشتبه به، وقال الجيران للصحفيين إنه كان يذهب صباحًا للركض كل يوم ، وأنه "لا يوجد اضطراب معروف" سواء في منزل المشتبه به أو في الحي السكني. وتزعم صحيفة نيويورك بوست أن ميناسيان ربما يكون قد عرّف نفسه بحركة الاحتشاد وقد يكون السبب وراء ذلك هو تصاعد حركة أنا أيضا (هاشتاج) وزعم الصحيفة دون الاعتماد علي أي تصريح رسمي من الشرطة.

يُزعم أن ميناسيان انضم لحركة الاحتشاد

## ما بعد الحادث
أغلقت لجنة تورونتو ترانزيت محطة مترو أنفاق نورث يورك سنتر، وكذلك خدمات الحافلات في المنطقة.أعلنت شرطة تورونتو أن منطقة الحادث على طول شارع يونغ ستطوق لعدة أيام. تم تعزيز الأمن حول مركز طيران كندا حيث تجمع المشجعون في ميدان مابل ليف لمشاهدة لعبة الهوكي.وتم تعيين لحظة صمت خلال المباراة لتكريم الضحايا.

## الضحايا
قُتل عشرة أشخاص بالإضافة إلى إصابة خمسة عشر آخرون، وأول ضحية أعلن عن هويتها هي آنا ماري دأميكو، موظفة في شركة إنفسكو.

## ردود الفعل
استخدم العديد من القادة المحليين والدوليين تويتر للتعبير عن دعمهم وتعازيهم، بما في ذلك رئيس وزراء كندا جاستن ترودو، وزعيم المعارضة أندرو شير ، رئيس وزراء أونتاريو كاثلين وين، وممثلو الولايات المتحدة والمملكة المتحدة. وأضاف رئيس بلدية تورونتو جون توري أنه «تقديم أي مساعدة يمكن أن تقدمها المدينة للشرطة للمساعدة في هذا التحقيق متاح».
الإضاءة في برج برج سي إن وعلامة تورنتو ثلاثية الأبعاد في ميدان ناثان فيلبس كانت عديمة اللون وخافتة في المساء. ووضعت الأعلام في منتصف الصاري في معظم المواقع الحكومية في تورنتو والبلديات المحيطة بها.
قام السكان المحليون بإعداد نصب تذكاري مؤقت شمالًا مباشرة من موقع الحادث في شارع يونغ ستريت ليقوم الناس بوضع الزهور والتعبير عن حزنهم كتابةً
تم إعداد حملة تمويل جماعي لجمع الأموال لتغطية نفقات أسر الضحية. كما تقدم بعض السكان في المنطقة بعروض المساعدة للمحتاجين.